# Geodatenmanagement
Das Geodatenmanagement ist eine Querschnittsaufgabe, die Tätigkeiten bzw. Kompetenzen aus verschiedenen Fachbereichen miteinander verknüpft und eng mit dem Fachbereich der Geodäsie verbunden ist.
Im Kern des Geodatenmanagements steht dabei nicht allein die eigentliche Erhebung von raumgezogenen Daten – was eine der Grundaufgaben der Geodäsie ist – sondern deren Verarbeitung und Aufbereitung, sodass diese Geodaten geldwerten Nutzen entfalten können, beispielsweise indem sie automatisiert über Geodateninfrastrukturen bereitgestellt werden. Ein weiteres Ziel des Geodatenmanagements ist es somit, die Verwendung von Geodaten zu optimieren.  
Im Zuge der Digitalisierung und der Verfügbarkeit von immer mehr Geodaten, die beispielsweise durch Erdbeobachtungsprogramme wie der ESA-Mission Copernicus gewonnen werden, sowie durch einen gesteigerten Bedarf an raumbezogenen Daten andererseits – zum Beispiel in Apps – gewinnt das Geodatenmanagement gesellschaftspolitisch zunehmend an Bedeutung.

## Definition
„Das Geodatenmanagement verbindet Kompetenzen aus den Bereichen Geoinformation, Informationstechnologie und Management in gesellschaftlicher Verantwortung. Neben der Sammlung, Datenhaltung, Auswertung von raumbezogenen Daten (Geodaten) sowie deren automatisierter Bereitstellung über Geodateninfrastrukturen, beispielsweise über standardisierte Dienste, Netzwerk- und Datenbankanwendungen, sind Schlüsselqualifikationen im Projektmanagement, in der Personalführung, im Vertrieb und Marketing sowie soziale Kompetenzen erforderlich.“

Diese Definition zielt bewusst auf die Unterschiede zwischen einem Geodaten- und einem Geoinformationsmanagements. Zwar werden beide Begriffe häufig gleich umgangssprachlich verwendet, allerdings werden Geodaten als Kernbestandteil allen geodätischen Handelns erst durch ihre Interpretation zu Geoinformationen. Durch die Erfassung, Sammlung, Speicherung und Auswertung von raumbezogenen Daten und deren automatisierter Bereitstellung über Geodateninfrastrukturen entwickelt sich das Berufsbild des Geodatenmanagements im Zusammenspiel mit anderen Geodisziplinen gerade auch zur geodätischen Fachaufgabe. 

## Kompetenzfelder
Das Geodatenmanagement ist eine Querschnittsaufgabe, die Tätigkeiten aus verschiedenen Fachbereichen miteinander verknüpft. Nach der Definition lassen sich drei Kompetenzfelder abbilden:
Mit direktem Bezug zur Geodäsie spielt zunächst die Geoinformation eine Rolle. In dieser Hinsicht beschäftigen sich Geodatenmanager mit Geodaten, was deren anwendungsbezogene Erfassung und ihre Qualitätssicherung angeht, sowie mit der Analyse und Präsentation räumlicher Sachverhalte auf Grundlage des geodätischen Raumbezugs nach Lage, Höhe und Schwere. Hier geht es also um die Geokompetenz. 
Des Weiteren spielt das Kompetenzfeld der Informationstechnologie, die sogenannte IT-Kompetenz, eine Rolle, um sinnvoll mit diesen Geodaten arbeiten zu können. Wichtig ist hier die Daten- und Systemtechnik. Damit einher geht die Konzeption und Implementierung technischer Lösungen mit serviceorientierter Architektur- und Systementwicklung. Auf der Grundlage der Informations- und Kommunikationstechnik müssen die Geodaten modelliert und codiert werden. Darüber hinaus sollte ihre Weiterverarbeitung so weit wie möglich automatisiert werden: Für die Geodaten muss also die nötige IT-Infrastruktur geschaffen und verwaltet werden.
Drittens ist beim Geodatenmanagement die Managementkompetenz nötig. Um Projekte im Geodatenmanagement umzusetzen, braucht es eine Strategieentwicklung, Strukturierung, Koordination und Steuerung der dafür nötigen Prozesse im Austausch mit sämtlichen Projektbeteiligten.

## Anforderungsprofil
Je nach individuellem Aufgabenfeld in Verwaltung, Wissenschaft und Wirtschaft des Geodatenmanagers sind die Kompetenzfelder in unterschiedlicher Ausprägung und
Intensität Teil der Arbeitspraxis. Insgesamt setzt sich das Anforderungsprofil eines Geodatenmanagers aus fachlichen, methodischen und sozialen Kompetenzen zusammen.

### Fachliche Kompetenzen
- Schaffung eines Ordnungsrahmens
- Erhebung des Bedarfs an Geodaten, Bestandsanalyse und Datenbeschaffung
- Datenaufbereitung, Administration, Führung und Aktualisierung
- Anwendungsbezogene Exploration von Geodaten, Prozessintegration und Informationsmanagement
- Konzeption neuer Datenprodukte
- Entwicklung von Produktionsverfahren
- Definition von Rahmenanforderungen, insbesondere für Marketing und Vertrieb
- Aufbau und Betrieb einer für Geodaten geeigneten IT-Infrastruktur (GeoIT-Infrastruktur)
- Konzeption und Entwicklung von Diensten und Applikationen
- Qualitätsmanagement und Kontrolle
- Schulung, Aus- und Weiterbildung

### Methoden- und Sozialkompetenzen
- Projektmanagement
- Koordination
- Moderation
- Führung
- Soziale Kompetenzen

## Tätigkeitsprofile
Zu den Tätigkeitsprofilen im Geodatenmanagement gehören unter anderem Produktstrategie / Vertriebsmanagement / Produktmanagement, Daten(bank)broking, Fachverfahrensentwicklung (Datenintegrität, Datensicherheit), Management von Geodiensten  (u. a. WMS, WMTS, WFS, WCS, INSPIRE), Controlling, IT-Systemarchitektur (Hardware, Datenbanken, Netzwerke, Clouds), Applikationsentwicklung, Fachanwendung, Netzwerk/Koordination sowie auch Öffentlichkeitsarbeit, Aus- und Fortbildung.